# 榮譽市民

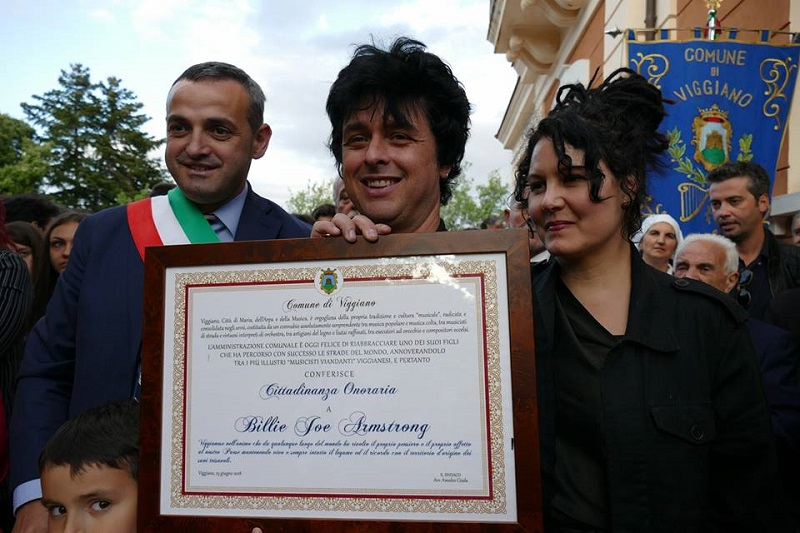
比利·乔·阿姆斯特朗於2018年獲得维贾诺榮譽市民的身份

榮譽市民是某個城市的政府為表彰外国专家、学者、政治人物为該城市作出的贡献而授予的称号，該稱號頒布時，該城市的政府還會舉辦頒獎儀式。榮譽市民只是象征性的稱號，獲得該稱號的人士不會改變自己的國籍或其他公民身份。